# Polski Kontyngent Wojskowy w Namibii
Polski Kontyngent Wojskowy w Grupie Przejściowej Pomocy Organizacji Narodów Zjednoczonych dla Namibii (PKW UNTAG, PKW Namibia) lub Polska Wojskowa Jednostka Logistyczna (PWJL) – wydzielony komponent Sił Zbrojnych PRL/RP, przeznaczony do zabezpieczenia logistycznego ONZ-owskich sił pokojowych w Namibii w latach 1989–1990.

## Historia
W 1988 roku RPA i SWAPO podpisały porozumienie, przewidujące wyjście wojsk południowoafrykańskich z Namibii oraz zorganizowanie tam wolnych wyborów. Nadzorować je miała Grupa Przejściowej Pomocy ONZ dla Namibii (UNTAG), pierwsza operacja pokojowa tzw. II generacji, składająca się zarówno z wojska, jak i policji (CIVPOL) oraz cywili. Skład pionu militarnego tworzyli także polscy obserwatorzy oraz batalion logistyczny.
Formowanie polskiego kontyngentu w składzie trzech kompanii logistycznych i Centralnej Składnicy Zaopatrzenia (CSZ) rozpoczęto na przełomie lutego i marca (mimo iż stosowna uchwała Rady Ministrów została podjęta dopiero 22 marca) w Kłodzku na bazie oddziałów Śląskiego Okręgu Wojskowego, według etatu 02/123 i pod kontrolą Głównego Zarządu Szkolenia Bojowego Wojska Polskiego. Przygotowania odbywały się w pośpiechu, bo 9 kwietnia z Warszawy wyleciał główny, 116-osobowy zespół PKW. Na terenie Namibii od 14 marca przebywała już grupa przygotowawcza i od 9 marca grupa oficerów służących w Kwaterze Głównej UNTAG. Do końca kwietnia dołączyła do nich reszta żołnierzy kontyngentu.
Działania kontyngentu odbywały się w ciężkich warunkach - ogromne przestrzenie oraz zniszczone drogi utrudniały zadanie kompanii transportowej, natomiast pracy Centralnej Składnicy Zaopatrzenia z początku towarzyszył chaos organizacyjny, zażegnany za pomocą nowoczesnej techniki (np. komputerowy system ewidencji materiałowej), nieznanej nawet w ówczesnej Polsce. Polski batalion (z wyjątkiem CSZ w Windhuk) operował z byłej południowoafrykańskiej bazy w Grootfontein. Do zadań Polskiej Wojskowej Jednostki Logistycznej należały:
- transport ludzi, materiałów budowlanych, sprzętu i żywności do obozu oraz na pozycje sił pokojowych,
- zabezpieczenie funkcjonowania obozów i pojazdów wojsk wielonarodowych,
- kierowanie Centralną Składnicą Zaopatrzenia[3].

Ponadto w Namibii działali polscy obserwatorzy (niepodporządkowani PKW) – pierwszy dotarł na miejsce 10 marca 1989, 15 marca dołączył Szef Międzynarodowego Zespołu Inspektorów i Obserwatorów UNTAG, płk Bolesław Izydorczyk, zaś reszta, czyli 18 oficerów, 25 marca. Ich zadanie polegało na nadzorowaniu wycofywania się wojsk RPA, później zaś także i wyborów. Ostatni obserwatorzy opuścili Namibię w maju 1990.
Po sukcesie UNTAG w styczniu 1990 wycofało się część jego sił, w tym CANLOG (kanadyjski batalion logistyczny) i cała logistyka przeszła pod kontrolę POLLOG-u. Wiązało się to z kończeniem prac UNTAG-u, w tym także i PKW, który 3 marca opuściła zasadnicza część. Ostatni żołnierz wrócił do Polski 17 maja, po trwającej ponad rok służbie (w WP rzadko stosowano system rocznych rotacji, lecz głównie 6-miesięczne lub 12-miesięczne z wymianą żołnierzy zasadniczej służby wojskowej po pół roku).
W trakcie misji UNTAG zginęło 3 polskich żołnierzy.
Tradycje Polskiego Kontyngentu Wojskowego w UNTAG kontynuował Ośrodek Szkolenia na potrzeby Sił Pokojowych, od 2004 Centrum Szkolenia na Potrzeby Sił Pokojowych.

## Struktura organizacyjna
- Dowództwo PKW/PWJL – POLLOG (Grootfontein) – ppłk Kazimierz Giłej 
  - Kompania transportowa (Grootfontein)
  - Kompania zaopatrzenia (Grootfontein)
  - Kompania zaopatrzenia i obsługi (Grootfontein)
  - Centralna Składnica Zaopatrzenia (Windhuk)

POLLOG na tle struktury UNTAG:
- Kwatera Główna UNTAG

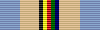
Baretka Medalu w Służbie Pokoju UNTAG

  -  FINBATT (fiński batalion operacyjny)
  -  KENBATT (kenijski batalion operacyjny)
  -  MALBATT (malezyjski batalion operacyjny)
  -  Logistyczna Grupa Wsparcia
    -  CANLOG (89 Kanadyjska Jednostka Logistyczna)
    -  POLLOG (Polska Wojskowa Jednostka Logistyczna)

  -  inne jednostki wsparcia
  -  obserwatorzy wojskowi